# Paradicsombéka
A paradicsombéka (Dyscophus guineti) Madagaszkár esőerdeiben, mocsaraiban őshonos békafaj, melyet gyakran tartanak terráriumi díszállatként is. 

## Megjelenése

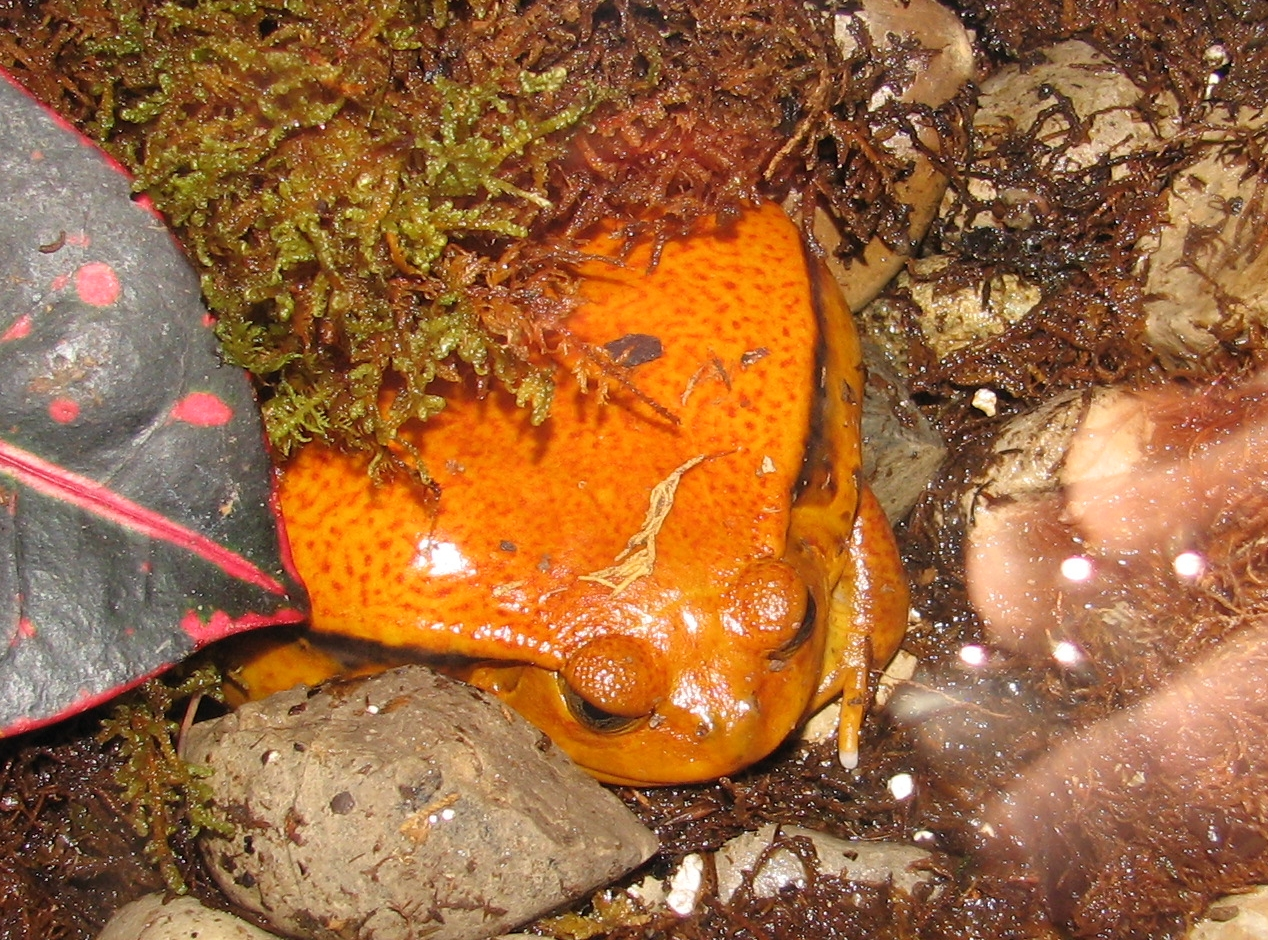

A hímek 6-6,5 cm, míg a nőstények akár 9-9,5 cm hosszúságúra is megnőnek. A hímek háta sárgás, a nőstényeké narancsvörös, mindkét nem esetében sötétebb apró foltok tarkíthatják az alapszínt. A hasa fehér. Szemeitől feltűnő fekete sáv indul hátrafelé az oldalán, körülbelül a törzs feléig. A sötét sáv felső határa egyenes és jól definiált, az alsó hullámos és elmosódó lehet. Dobhártyájának mérete kb. a szemek egyharmadának felel meg. Hátsó végtagjain az ujjak között csak gyengén kifejezett úszáhártya található, ami az első végtag ujjainál teljesen hiányzik.
Hasonló faj a Dyscophus antongilii, a paradicsombékától csak a színezetében különbözik valamennyire.
Latin fajnevét M. Guinet francia kereskedőről kapta, aki az első példányokat szolgáltatta. 

## Előfordulása és életmódja

A paradicsombéka előfordulása Madagaszkáron

A paradicsombéka Madagaszkár keleti esőerdeinek mocsaras, lápos vidékein honos, 150 és 900 méter közötti magasságban. Elterjedési területén meglehetősen gyakori. A többi békához hasonlóan rovarokkal táplálkozik. A ragadozók ellen két taktikát is alkalmaz, vagy felfújja magát hogy nagyobbnak tűnjön és így ijessze el a támadót - ilyenkor különösen emlékeztet egy jókora paradicsomra -, vagy a bőréből kiválasztott ragacsos fehér folyadékot igyekszik annak szemébe juttatni.
A nőstények állandó vagy ideiglenes tavacskákba, pocsolyákba rakják több száz petéjüket.

## Természetvédelmi helyzete
Bár a madagaszkári nemzeti parkok nem fedik le a paradicsombéka élőhelyét, azokon a területeken ahol előfordul nagy számban megtalálható. Élőhelyét az erdőirtás, a mezőgazdasági területek terjedése, fakitermelés, szénégetés fenyegeti. Vadon élő példányait gyűjtik is, hogy díszállatként adják el, de nemzetközi kereskedelme nem olyan mértékű, hogy jelentősen befolyásolja a faj természetvédelmi helyzetét.    